# Ingeborg von Heister
Ingeborg von Heister (* 1925 in Düsseldorf; † 2002) war eine deutsche Einhandseglerin. Sie segelte als erste Deutsche von 1969 bis 1970 einhand über den Atlantik sowohl in Ost- wie Westrichtung.

## Leben
Die gelernte Kauffrau Ingeborg von Heister heiratete früh und bekam ihre Tochter Astrid mit 20 Jahren. Die Ehe verlief jedoch unglücklich, was Ingeborg von Heister dazu bewog, das Einhandsegeln zu erlernen, wozu sie später auch ihre Tochter mitnahm. Nach Fahrten auf dem Ijsselmeer entschloss sie sich, den Atlantik zu überqueren. Für dieses Vorhaben kaufte sie sich einen Trimaran (Nimble Lodestar) des englischen Konstrukteurs Arthur Piver. Es handelte sich um ein 1966 gebautes kunststoffbeschichtetes Boot aus Marine-Sperrholz von 35 Fuß (10,4 Meter) Länge mit einer Ketschtakelung, das eine Geschwindigkeit von deutlich über 10 Knoten erreichte. Zusätzlich war ein 18-PS-Außenbordmotor vorhanden. Ingeborg von Heister taufte das Boot mit Blick auf ihren Lebenstraum Ultima Ratio.
1966 überführte von Heister das Boot gemeinsam mit ihrer Tochter von Vigo nach Alicante und schließlich nach Gibraltar, wo sie Wilfried Erdmann kennenlernte, dessen Schwiegermutter sie später wurde. Vom 20. November bis zum 24. Dezember 1969 überquerte sie den Atlantik in Ost-West-Richtung und folgte dabei mehr oder weniger direkt der Route des ersten Golden Globe Race. Anschließend segelte sie eine Zeitlang in der Karibik und kehrte schließlich am 20. September 1970 wieder nach Gibraltar zurück. Dies alles gelang ihr ohne eine automatische Selbststeuerungsanlage im Boot und trotz einer Anfälligkeit für Seekrankheit. Mit ihrer Leistung war sie die einzige Kandidatin für den Schlimbach-Preis, der ihr jedoch aufgrund der Nichterfüllung dreier Vergabekriterien verweigert wurde: Sie war weiblich, segelte einhand und mit einem Trimaran.
Nach ihrer Atlantikreise lernte sie den Briten Cyril Ford kennen und heiratete ihn später. Mit ihm lebte sie auf einem alten Fischkutter in Südfrankreich. Ihre letzten Lebensjahre verbrachte sie in Italien.
Als Hommage auf seine Schwiegermutter veröffentlichte Wilfried Erdmann anhand ihres Logbuches noch kurz vor seinem Tod ein Buch über ihre Atlantiküberquerung.

## Auszeichnungen
- 1970: Trans-Ocean-Preis[2]